# Drăghiceni
Drăghiceni es una comuna ubicada en el distrito de Olt, Rumania.

## Superficie
Posee una superficie de 30,29 kilómetros cuadrados.

## Demografía
Hasta 2021 la población era de 1713 habitantes, con una densidad de población de 56,55 habitantes por kilómetro cuadrado.